# Best of Both Worlds
«Best of Both Worlds» (с англ. — «Лучшее из Обоих Миров») — двадцать пятый в общем и четвёртый с альбома 5150 сингл хард-рок группы Van Halen, выпущенный 5 ноября 1986 года на лейбле Warner Bros.

## О сингле
Добрался до двенадцатой строчки в чарте Hot Mainstream Rock Tracks.
С этим же названием вышел второй сборник лучших хитов группы — The Best of Both Worlds. Сама песня тоже есть в этом сборнике. В первом же сборнике она отсутствует.
В первой версии 7 дюймового сингла есть сокращённая версия альбомной, а на стороне «Б» концертная версия этой песни. Во второй же версии всё то же самое, только версия уже не сокращённая, а альбомная.
Наряду с «Good Enough» и «Get Up», это одна из немногих песен хард-рока без клавишных на альбоме 5150. Он станет основным продуктом на живых концертах в эпоху Хагара.
Эйс Фрейли, из группы Kiss сказал однажды во время концерта в клубе в середине 90-х годов, что главный рифф Best of Both Worlds — это на самом деле рифф из «Deuce» от Kiss, игравшийся в обратном направлении. «Я задаюсь вопросом, как Эдди [Ван Хален] пришёл к этой идее», — сказал он с улыбкой.

## Список композиций
33 1/3 Сингл
| №  | Название              | Длительность |
| -- | --------------------- | ------------ |
| 1. | «Best of Both Worlds» | 4:49         |

| №  | Название              | Длительность |
| -- | --------------------- | ------------ |
| 1. | «Best of Both Worlds» | 4:49         |

7" Сингл (1 версия)
| №  | Название              | Длительность |
| -- | --------------------- | ------------ |
| 1. | «Best of Both Worlds» | 3:58         |

| №  | Название                     | Длительность |
| -- | ---------------------------- | ------------ |
| 1. | «Best of Both Worlds» (live) | 6:20         |

7" Сингл (2 версия)
| №  | Название              | Длительность |
| -- | --------------------- | ------------ |
| 1. | «Best of Both Worlds» | 4:49         |

| №  | Название                     | Длительность |
| -- | ---------------------------- | ------------ |
| 1. | «Best of Both Worlds» (live) | 6:20         |

## Участники записи
- Сэмми Хагар — вокал
- Эдди Ван Хален — электрогитара, бэк-вокал, синтезатор
- Майкл Энтони — бас-гитара, бэк-вокал
- Алекс Ван Хален — ударные